# Monika Naczk (koszykarka)
Monika Aniela Naczk (ur. 23 lutego 1995 w Gdańsku) – polska koszykarka występująca na pozycji rozgrywającej, obecnie zawodniczka Pajariel Bembibre.
23 lipca 2018 została zawodniczką Ślęzy Wrocław. 9 stycznia 2019 opuściła klub. Dzień później zawarła umowę z Sunreef Yachts Politechniką Gdańską. 19 sierpnia dołączyła na testy w CCC Polkowice, po czym podpisała kontrakt z drużyną.
12 lipca 2020 została zawodniczką hiszpańskiego Pajariel Bembibre.

## Osiągnięcia
Stan na 21 sierpnia 2020, na podstawie, o ile nie zaznaczono inaczej.
Drużynowe
- Mistrzyni Polski juniorek starszych (2014, 2015)
- Brązowa medalistka mistrzostw Polski juniorek (2013)
- Finalistka pucharu Polski (2020)[8]

Indywidualne
- Zaliczona do I składu mistrzostw Polski U–22 (2015)

Reprezentacja
- Mistrzyni Europy U–18 dywizji B (2013)
- Uczestniczka mistrzostw Europy:
  - U–20 (2014 – 6. miejsce, 2015 – 7. miejsce)
  - U–18 (2012 – 14. miejsce)
  - U–16 (2010 – 4. miejsce)